# Shinsuke Nakamura
Shinsuke Nakamura (jap. 中邑 真輔 Nakamura Shinsuke;  ur. 24 lutego 1980 w Kyōtango, Kioto) – japoński wrestler i były zawodnik mieszanych sztuk walki. Obecnie występuje w federacji WWE. Jest dwukrotnym posiadaczem NXT Championship.
Znany jest też z występów w japońskim New Japan Pro Wrestling (NJPW), gdzie stał się trzykrotnym posiadaczem IWGP Heavyweight Championship, pięciokrotnym zdobywcą IWGP Intercontinental Championship, jednokrotnym IWGP Tag Team Championem oraz zwycięzcą turniejów G1 Tag League (2006), G1 Climax (2011) i New Japan Cup (2014). Jest najmłodszym IWGP Heavyweight Championem w historii; tytuł zdobył mając 23 lata i 9 miesięcy. W 2015, Nakamura został wprowadzony do Wrestling Observer Newsletter Hall of Fame.

## Kariera wrestlera

### New Japan Pro Wrestling

#### Super Rookie (2002–2006)
Nakamura rozpoczął pracę w New Japan Pro Wrestling (NJPW) w marcu 2002. Szybko zaskarbił sobie przychylność władz i fanów federacji, zdobywając przydomek "Super Rookie" i pokazując w swoich walkach połączenie siły, szybkości i umiejętności wrestlerskich. Nakamura zaczął też trenować vale tudo, a 31 grudnia 2002 zadebiutował jako zawodnik mieszanych sztuk walki – przegrał walkę z Danielem Graciem przez poddanie. 2 maja 2003, w drugiej walce, Nakamura zmusił Jana Nortje'a do poddania się po założeniu na nim duszenia gilotynowego. 13 września pokonał Shane'a Eitnera, również przez poddanie. 9 grudnia 2003, Nakamura pokonał Hiroyoshiego Tenzana w pojedynku o IWGP Heavyweight Championship, stając się najmłodszym zdobywcą tytułu w historii. 4 stycznia 2004, na Wrestling World 2004, Nakamura wygrał walkę z NFW Heavyweight Championem Yoshihiro Takayamą i zunifikował dwa mistrzostwa. Miesiąc później, Nakamura zmuszony został do zawieszenia tytułu z powodu kontuzji. Po powrocie otrzymał szansę walki z ówczesnym posiadaczem mistrzostwa – Bobem Sappem, lecz nie zdołał go pokonać. 22 maja 2004, Nakamura stoczył swoją ostatnią walkę MMA; zmusił Aleksieja Ignaszowa do poddania się. 11 grudnia, Nakamura i jego tag team partner, Hiroshi Tanahashi, zdobyli IWGP Tag Team Championship. 4 stycznia 2005, na Toukon Festival: Wrestling World 2005, Nakamura pokonał Tanahashiego w walce o IWGP U-30 Openweight Championship. 30 października 2005, Nakamura i Tanahashi utracili IWGP Tag Team Championship na rzecz Cho-Ten (Masahiro Chono i Hiroyoshiego Tenzana).

#### Tournée i powrót (2006–2009)
4 stycznia 2006, na Toukon Shidou Chapter 1, Nakamura zmierzył się z Brockiem Lesnarem w starciu o IWGP Heavyweight Championship, lecz nie zdołał pokonać mistrza. W marcu 2006 ogłosił, że wybierze się na tournée, aby nabrać więcej doświadczenia i polepszyć swoje umiejętności ringowe. 
Nakamura powrócił do NJPW 24 września 2006 i dołączył do ugrupowania Black. Połączył siły z Masahiro Chono i wraz z nim wygrał G1 Tag League. 10 grudnia, zawalczył z IWGP Heavyweight Championem Hiroshim Tanahashim, lecz nie zdołał go pokonać. 4 stycznia 2007, na Wrestle Kingdom, Nakamura przegrał starcie z Toshiakim Kawadą. Wziął udział w turnieju G1 Climax; dostał się do półfinału, lecz został zmuszony opuścić turniej z powodu kontuzji ramienia. Do akcji w ringu powrócił dopiero w listopadzie. Nakamura przejął pozycję lidera grupy Black i przemienił ją w RISE – stajnię, składającą się z niego samego, Minoru, Milano Collection A.T., Hirookiego Goto, Gianta Bernarda, Travisa Tomko, Prince'a Devitta oraz Low Kiego. 9 grudnia, Nakamura pokonał Togiego Makabe w walce o miano pretendenckie do IWGP Heavyweight Championship.
4 stycznia 2008, Nakamura wygrał starcie o IWGP Heavyweight Championship z Hiroshim Tanahashim, stając się dwukrotnym posiadaczem tytułu. 17 lutego, pokonał Kurta Angle'a, wygrywając IWGP Heavyweight Championship federacji Inoki Genome Federation. Nakamura zunifikował mistrzostwa i ostatecznie utracił je na rzecz zawodnika All Japan Pro Wrestling – Keijiego Mutoha.
5 września 2008, Nakamura i Hirooki Goto przegrali starcie drużynowe z Togim Makabe i Toru Yano, a po walce zostali zaatakowani przez Giant Bernarda i Ricka Fullera. 13 października, Nakamurze nie udało się odzyskać IWGP Heavyweight Championship z rąk Keijiego Mutoha.

#### Strong Style (2009–2012)
W kwietniu 2009, Nakamura przeszedł heel turn i połączył siły z byłymi członkami ugrupowania GBH (Great Bash Heel). Jego nowa grupa przerodziła się w stajnię Chaos. Nakamura wziął udział w turnieju G1 Climax i dostał się do finału dzięki nowemu, silniejszemu stylowi walki. Przegrał walkę finałową z Makabe, lecz 27 września zdołał pokonać go w pojedynku o IWGP Heavyweight Championship.
12 października, Nakamura obronił tytuł w walce z Shinjiro Otanim. Na Destruction '09 pokonał Hiroshiego Tanahashiego, a miesiąc później wygrał kolejne starcie o tytuł, tym razem z Yujim Nagatą. 4 stycznia 2010, na Wrestle Kingdom IV, Nakamura pokonał Yoshihiro Takayamę. Przyjął wyzwanie Manabu Nakanishiego i pokonał go, broniąc tytułu po raz piąty. 4 kwietnia, wygrał starcie ze zwycięzcą turnieju New Japan Cup 2010 – Hirookim Goto. Po walce, przyjął wyzwanie Togiego Makabe. Trzecie panowanie Nakamury jako IWGP Heavyweight Championa zakończyło się 3 maja, na gali Wrestling Dontaku 2010, gdzie został pokonany przez Makabe. Po przegranej, Nakamura postanowił odpocząć od akcji w ringu, by wyleczyć kontuzję ramienia. Powrócił 19 czerwca, na Dominion 6.19 i pokonał Daniela Pudera. Miesiąc później, Nakamura zawalczył z Makabe w walce rewanżowej o IWGP Heavyweight Championship, lecz nie zdołał pokonać mistrza. Wziął udział w turnieju G1 Climax, lecz nie zdołał dostać się do finału po zremisowanym pojedynku z zawodnikiem Pro Wrestling Noah – Go Shiozakim. Nakamura zmierzył się ze Shiozakim jeszcze raz, w pojedynku bez limitu czasowego i ostatecznie przegrał walkę. 11 grudnia, Nakamura przegrał walkę z IWGP Heavyweight Championem Satoshim Kojimą.
4 stycznia 2011, na Wrestle Kingdom V, Nakamura pokonał Go Shiozakiego. 3 maja, przegrał walkę o IWGP Heavyweight Championship z Hiroshim Tanahashim. Na przełomie maja i czerwca, Nakamura udał się na tournée z meksykańską federacją Consejo Mundial de Lucha Libre (CMLL). W sierpniu wziął udział w turnieju G1 Climax; w finale pokonał Tetsuyę Naito, zdobywając miano pretendenckie do IWGP Heavyweight Championship. 19 września, Nakamura zmierzył się z posiadaczem mistrzostwa, Hiroshim Tanahashim, lecz nie zdołał wygrać walki. Nakamura połączył siły z Toru Yano, tworząc "Chaos Top Team". Razem dołączyli do turnieju G1 Tag League; zostali wyeliminowani w półfinale. Na Wrestle Kingdom VI w styczniu 2012, Chaos Top Team zostało pokonane przez zawodników Pro Wrestling Noah – Go Shiozakiego i Naomichiego Marufujiego.

#### Intercontinental Champion (2012–2016)

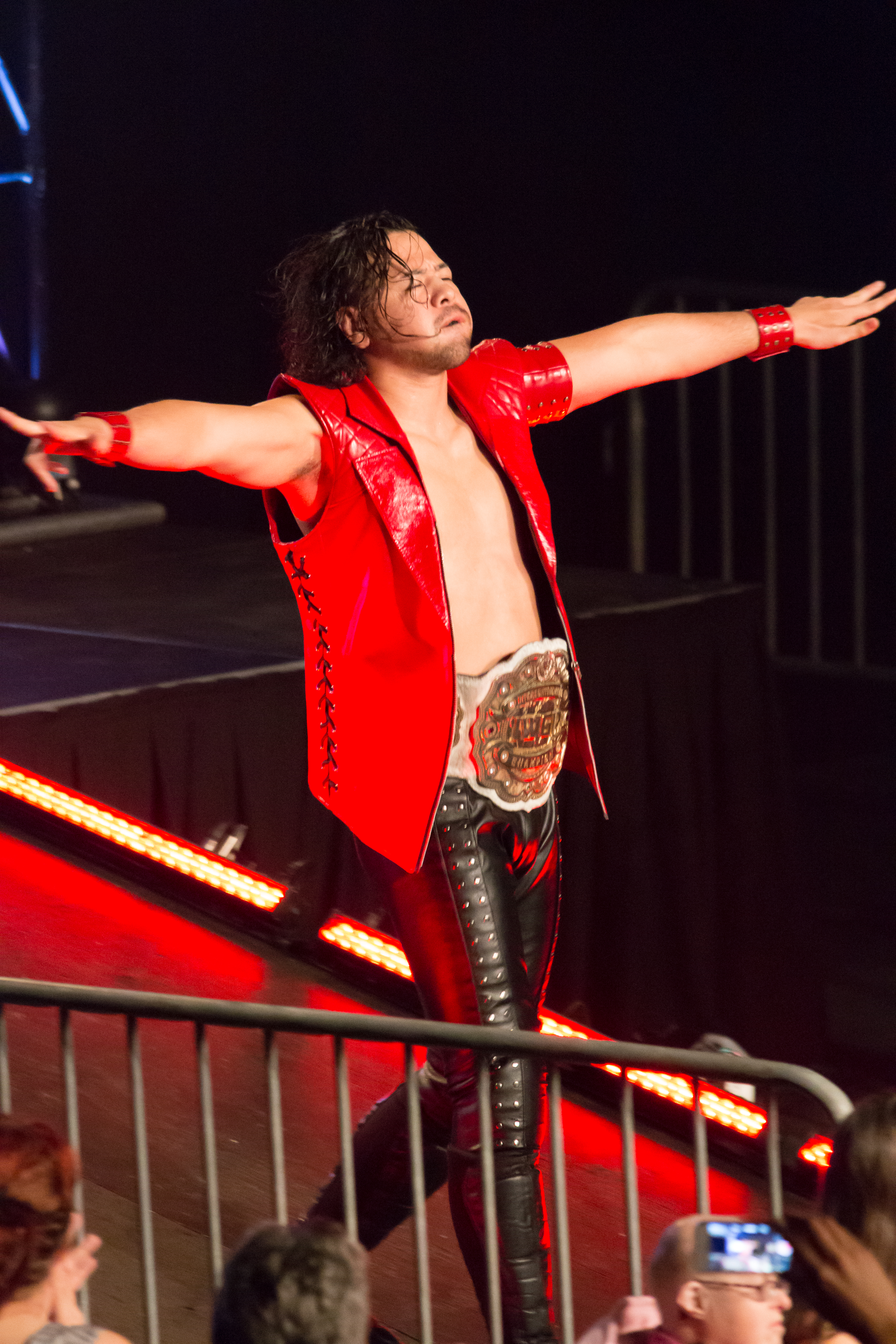
Nakamura jako IWGP Intercontinental Champion w maju 2014.

22 lipca 2012, Nakamura pokonał Hirookiego Goto w walce o IWGP Intercontinental Championship, zdobywając mistrzostwo po raz pierwszy. W sierpniu wziął udział w turnieju G1 Climax. 5 sierpnia, zmierzył się z kolegą ze stajni Chaos – Kazuchiką Okadą. Pokonał go, utwierdzając swoją pozycję lidera w grupie. 8 października, obronił tytuł w walce rewanżowej z Goto, zaś 11 listopada pokonał Karla Andersona. Nakamura i inny członek Chaos, Tomohiro Ishii, wzięli udział w turnieju World Tag League, lecz nie zdołali przejść fazy grupowej. Na Wrestle Kingdom VII, Nakamura obronił IWGP Intercontinental Championship w walce z Kazushim Sakurabą. Podczas Fantastica Manii 2013, pokonał La Sombrę. We wczesnym 2013, Nakamura wziął udział w rywalizacji między stajnią Chaos a ugrupowaniem Suzuki-gun. 3 marca, pokonał członka Suzuki-gun Lance'a Archera w walce o IWGP Intercontinental Championship. 5 kwietnia, Nakamura i Tomohiro Ishii zmierzyli się z Archerem i Daveyem Boyem Smithem Jr., lecz nie zdołali odebrać im IWGP Tag Team Championship. Dwa dni później, Nakamura pokonał Smitha, broniąc swojego mistrzostwa. Na Wrestling Dontaku, po raz kolejny obronił tytuł, tym razem w starciu z najnowszym członkiem Suzuki-gun – Sheltonem Benjaminem.
11 maja Nakamura udał się na kolejne tournée po Meksyku z federacją CMLL. Szybko rozpoczął rywalizację z La Sombrą; po dwóch przegranych 6-Man Tag Team matchach przeciwko drużynie La Sombry, Nakamura przyjął jego wyzwanie na walkę o IWGP Intercontinental Championship. 31 maja 2013, La Sombra pokonał Nakamurę, kończąc jego trwające 313 dni panowanie. Nakamura powrócił do NJPW 22 czerwca, na Dominion 6.22; drużyna składająca się z niego i Tomohiro Ishiiego przegrała starcie z Minoru Suzukim i Sheltonem Benjaminem. 20 lipca, Nakamura pokonał La Sombrę w walce rewanżowej o IWGP Intercontinental Championship, stając się pierwszym w historii dwukrotnym posiadaczem tego tytułu. W sierpniu wziął udział w G1 Climax, lecz nie zdołał przejść fazy grupowej turnieju. 29 września, na gali Destruction, Nakamura pokonał Benjamina w walce o IWGP Intercontinental Championship. Na King Of Pro-Wrestling, pokonał Naomichiego Marufujiego, zaś na Power Struggle – Minoru Suzukiego. Nakamura i Tomohiro Ishii wzięli udział w World Tag League, lecz nie zdołali dostać się do półfinału.

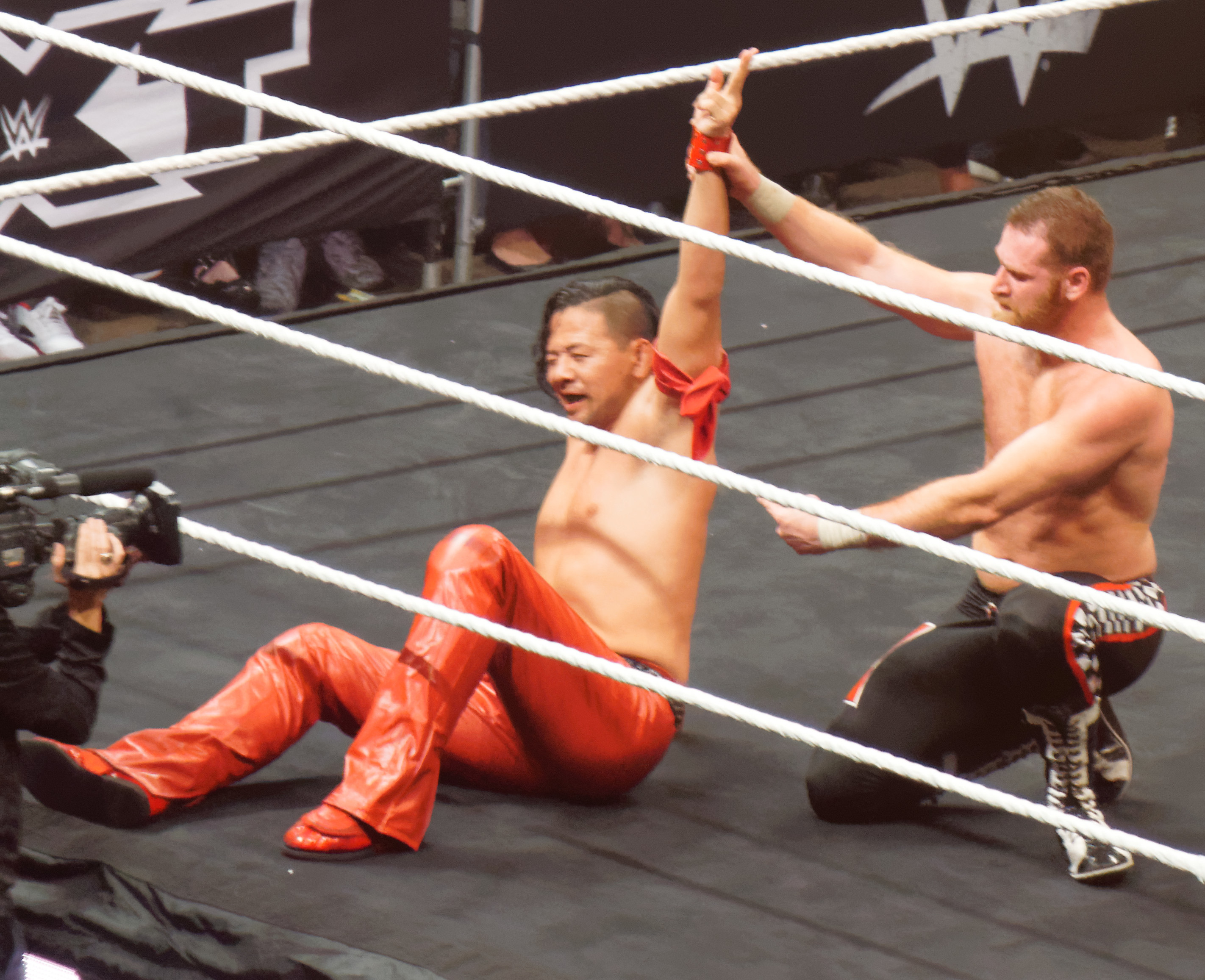
Nakamura i Sami Zayn tuż po ich walce na NXT TakeOver: Dallas.

4 stycznia 2014 Nakamura utracił IWGP Intercontinental Championship na rzecz Hiroshiego Tanahashiego w walce wieczoru Wrestle Kingdom VIII. 9 lutego nie zdołał odzyskać tytułu w walce rewanżowej. W marcu, Nakamura przystąpił do turnieju New Japan Cup i ostatecznie okazał się jego zwycięzcą. Po zakończeniu turnieju, wyzwał Tanahashiego na kolejną walkę. 6 kwietnia na Invasion Attack 2014, Nakamura pokonał rywala, stając się IWGP Intercontinental Championem po raz trzeci. W następnym miesiącu wziął udział w tournée NJPW po Ameryce Północnej; na gali War of the Worlds pokonał zawodnika Ring of Honor – Kevina Steena. 25 maja pokonał Daniela Gracie. 21 czerwca na Dominion 6.21, Nakamura utracił mistrzostwo na rzecz Bad Luck Fale'a. Przystąpił do turnieju G1 Climax, lecz został pokonany w finale przez Kazuchikę Okadę. 21 września odzyskał IWGP Intercontinental Championship w starciu rewanżowym z Bad Luck Falem. Po obronie tytułu w pojedynku z Katsuyorim Shibatą Nakamura po raz kolejny połączył siły z Tomohiro Ishiim i wraz z nim przystąpił do World Tag League. Nie udało im się dostać do finału. Na Wrestle Kingdom 9, Nakamura obronił tytuł mistrzowski w starciu z Kotą Ibushim, zaś 14 lutego, na The New Beginning in Sendai, w walce z Yujim Nagatą. Czwarte panowanie Nakamury jako IWGP Intercontinental Championa zostało przerwane przez Hirookiego Goto, 3 maja 2015. Nakamurze nie udało się odzyskać mistrzostwa w starciu rewanżowym na Dominion 7.5.
Nakamura przystąpił do turnieju G1 Climax. Pomimo kontuzji ramienia zdołał wygrać fazę grupową, lecz ostatecznie został pokonany w finale przez Hiroshiego Tanahashiego. 27 września Nakamura pokonał Hirookiego Goto, zdobywając IWGP Intercontinental Championship po raz piąty w karierze. Na Power Struggle w listopadzie obronił tytuł w walce z Karlem Andersonem, a na Wrestle Kingdom 10 – w walce z AJ'em Stylesem. Po Wrestle Kingdom ogłoszono, że Nakamura wkrótce odejdzie z NJPW, aby móc walczyć dla amerykańskiej federacji WWE. 25 stycznia Nakamura zrzekł się IWGP Intercontinental Championship. 30 stycznia odbył ostatnią walkę jako zawodnik NJPW – on, Kazuchika Okada i Tomohiro Ishii pokonali Hirookiego Goto, Hiroshiego Tanahashiego i Katsuyoriego Shibatę.

### WWE

#### NXT (od 2016)
27 stycznia 2016 WWE ogłosiło, że Nakamura zadebiutuje na gali NXT TakeOver: Dallas. 1 kwietnia, na TakeOver, Nakamura pokonał Samiego Zayna, debiutując w WWE NXT. 25 maja, Austin Aries wyraził chęć zostania NXT Championem, co doprowadziło do konfrontacji między nim a Nakamurą. Generalny Menedżer NXT, William Regal, ogłosił walkę między zawodnikami na NXT TakeOver: The End. Nakamura pokonał Ariesa, a po gali wyzywał na pojedynek byłego mistrza NXT – Finna Bálora. 13 lipca, Nakamura pokonał Bálora, a niedługo później stał się pretendentem do NXT Championship. Na NXT TakeOver: Brooklyn II, Nakamura pokonał Samoa Joego, zdobywając główne mistrzostwo NXT. 19 listopada na gali NXT TakeOver: Toronto, Nakamura stracił NXT Championship na rzecz Joe podczas pierwszej obrony tytułu, lecz odzyskał mistrzostwo 3 grudnia w walce rewanżowej podczas live eventu NXT w Osace w Japonii. Tytuł stracił na rzecz Bobby'ego Roode'a na gali NXT TakeOver: San Antonio z 28 stycznia 2017. Po miesięcznej przerwie powrócił do ringu 8 marca 2017 podczas tygodniówki NXT, gdzie pokonał T.J. Perkinsa i wyzwał Roode'a do rewanżu o tytuł na gali NXT TakeOver: Orlando. Na wydarzeniu ponownie poniósł porażkę.

## Życie prywatne
1 września 2007 Nakamura poślubił Harumi Maekawę.

## Inne media
Nakamura i inny wrestler NJPW, Kazuchika Okada, wystąpili w japońskiej wersji teledysku do "Happy" Pharrella Williamsa. 27 maja 2014, Nakamura opublikował autobiografię King of Strong Style 1980–2004. Wrestler pojawi się jako postać grywalna w grze WWE 2K17.

## Mistrzostwa i osiągnięcia
- Nakamura jest pięciokrotnym IWGP Intercontinental Championem.New Japan Pro Wrestling

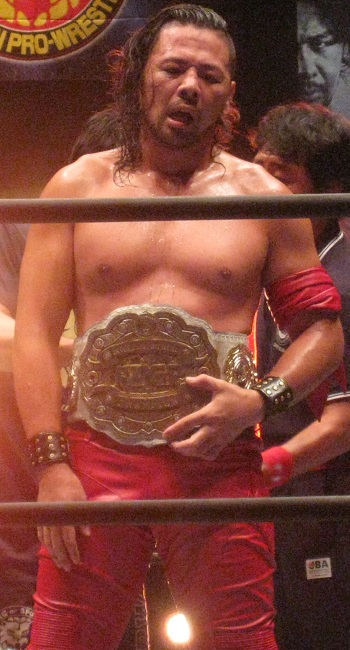
Nakamura jest pięciokrotnym IWGP Intercontinental Championem.

  - IWGP Heavyweight Championship (3 razy)[43]
  - IWGP Heavyweight Championship (Inoki Genome Federation) (1 raz)[43]
  - IWGP Intercontinental Championship (5 razy)[43]
  - IWGP Tag Team Championship (1 raz) – z Hiroishim Tanahashim[43]
  - IWGP U-30 Openweight Championship (1 raz)[43]
  - NWF Heavyweight Championship (1 raz)[43]
  - 10,000,000 Yin Tag Tournament (2004) – z Hiroyoshim Tenzanem[3]
  - G1 Climax (2011)[44]
  - G1 Tag League (2006) – z Masahiro Chono[45]
  - National District Tournament (2006) – z Kojim Kanemoto[46]
  - New Japan Cup (2014)[19]
  - Teisen Hall Cup Six Man Tag Team Tournament (2003) – z Hiro Saito i Tatsutoshim Goto[3]
  - Yuko Six Man Tag Team Tournament (2004) – z Blue Wolfem i Katsuhiko Nakajimą[3]
  - Heavyweight Tag MVP Award (2005) – z Hiroishim Tanahashim[47]
  - New Wave Award (2003)[48]
  - Tag Team Best Bout (2004) Shinsuke Nakamura i Hiroyoshi Tenzan vs. Katsuyori Shibata i Masahiro Chono[49]
  - Technique Award (2004)[49]

- Pro Wrestling Illustrated
  - PWI umieściło go na 5. miejscu w top 500 wrestlerów rankingu PWI 500 w 2015[50]

- Tokyo Sports
  - Best Bout Award (2013) vs. Kota Ibushi[51]
  - Best Bout Award (2014) vs. Kazuchika Okada[52]
  - Rookie of the Year Award (2003)[53]
  - Technique Award (2012)[54]

- Wrestling Observer Newsletter
  - 5 Star Match (2015) vs. Kota Ibushi, 4 stycznia[55]
  - 5 Star Match (2015) vs. Hiroshi Tanahashi, 16 sierpnia[55]
  - Najbardziej charyzmatyczny (2014, 2015)[56]
  - Walka roku (2015) vs. Kota Ibushi, 4 stycznia[56]
  - Wrestler roku (2014)[56]
  - Wrestling Observer Newsletter Hall of Fame (2015)[57]

- WWE NXT
  - NXT Championship (2 razy)[43]

## Bilans walk MMA
| Wynik      | Bilans    | Przeciwnik (bilans przed walką) | Rozstrzygnięcie                    | Runda | Czas | Rozgrywki                   | Data             | Miejsce          | Uwagi |
| ---------- | --------- | ------------------------------- | ---------------------------------- | ----- | ---- | --------------------------- | ---------------- | ---------------- | ----- |
| Wygrana    | 3-1-1 (1) | Aleksiej Ignaszow (1-0-1.NC)    | Poddanie (duszenie przedramieniem) | 2     | 1:51 | K-1 MMA ROMANEX             | 22 maja 2004     | Saitama, Japonia | [ 4 ] |
| Remis      | 2-1-1 (1) | Ken Shamrock (25-8-6)           | Remis                              | 1     | 5:00 | NJPW: Toukan 2              | 3 czerwca 2004   | Hollywood, USA   |       |
| No Contest | 2-1 (1)   | Aleksiej Ignaszow (1-0)         | No contest                         | 3     | 1:19 | K-1 PREMIUM 2003 Dynamite!! | 31 grudnia 2003  | Nagoja, Japonia  | [ 4 ] |
| Wygrana    | 2-1       | Shane Eitner (0-0)              | Poddanie (ciosy pięściami)         | 1     | 4:29 | Jungle Fight 1              | 13 września 2003 | Manaus, Brazylia | [ 4 ] |
| Wygrana    | 1-1       | Jan Nortje (1-2)                | Poddanie (duszenie przedramieniem) | 2     | 3:12 | NJPW - Ultimate Crush       | 2 maja 2003      | Tokio, Japonia   | [ 4 ] |
| Przegrana  | 0-1       | Daniel Gracie (1-0)             | Poddanie (dźwignia na rękę)        | 2     | 2:14 | Inoki Bom-Ba-Ye 2002        | 31 grudnia 2002  | Saitama, Japonia | [ 4 ] |